# Pantaleón Mayiboro Mico Nchama
Pantaleón Mayiboro Mico Nchama (* 27. Juli 1955; † 28. Dezember 2021 in Berlin) war ein äquatorialguineischer Diplomat.

## Leben
Von 1976 bis 1983 studierte er in der Sowjetunion und schloss mit einem Diplom als Technischer Assistent im Gesundheitswesen ab. In der Zeit von 1985 bis 1988 absolvierte er eine Ausbildung im Bereich Entwicklungshilfe für Afrika mit Bezug auf Eritrea und den Sudan.
Er war dann von 1995 bis 2000 in verschiedenen Entwicklungshilfeprojekten in Zusammenarbeit mit Deutschland tätig. 2003 bis 2011 arbeitete er in Bildungseinrichtungen für Nordrhein-Westfalen. Es folgte von 2011 bis 2012 eine Tätigkeit als Referent in der Botschaft Äquatorialguineas in Deutschland, 2012 bis 2015 als Referent in der Botschaft seines Landes in Paris in Frankreich.
Am 14. April 2016 wurde er als Botschafter seines Landes in Deutschland mit Sitz in Berlin akkreditiert. Seine Nebenakkreditierung in Ungarn erfolgte am 7. Juli 2018, in Österreich am 25. Februar 2020. Eine weitere Akkreditierung bestand für Polen.
Die Ämter hatte er bis zu seinem Tod inne. Er starb am 28. Dezember 2021 in einer Berliner Klinik.